# Asura eschara
Asura eschara là một loài bướm đêm thuộc phân họ Arctiinae, họ Erebidae.